# Джефферсон (Техас)
Джефферсон (англ. Jefferson) — місто (англ. city) в США, в окрузі Маріон штату Техас. Населення — 1875 осіб (2020).

## Географія
Джефферсон розташований за координатами 32°45′47″ пн. ш. 94°21′3″ зх. д. / 32.76306° пн. ш. 94.35083° зх. д. (32.763009, -94.350834).  За даними Бюро перепису населення США в 2010 році місто мало площу 11,59 км², з яких 11,49 км² — суходіл та 0,10 км² — водойми.

## Демографія
Згідно з переписом 2010 року, у місті мешкало 2106 осіб у 871 домогосподарстві у складі 530 родин. Густота населення становила 182 особи/км².  Було 1052 помешкання (91/км²).
Расовий склад населення:
| - 59,7 % — білих - 36,0 % — чорних або афроамериканців - 0,7 % — азіатів - 0,3 % — корінних американців - 1,2 % — осіб інших рас |

До двох чи більше рас належало 2,0 %. Частка іспаномовних становила 3,1 % від усіх жителів.
За віковим діапазоном населення розподілялося таким чином: 21,5 % — особи молодші 18 років, 55,3 % — особи у віці 18—64 років, 23,2 % — особи у віці 65 років та старші. Медіана віку мешканця становила 45,1 року. На 100 осіб жіночої статі у місті припадало 82,5 чоловіків;  на 100 жінок у віці від 18 років та старших — 80,1 чоловіків також старших 18 років.
Середній дохід на одне домашнє господарство  становив 62 452 долари США (медіана — 36 683), а середній дохід на одну сім'ю — 59 327 доларів (медіана — 50 463). Медіана доходів становила 31 417 доларів для чоловіків та 30 357 доларів для жінок. За межею бідності перебувало 19,0 % осіб, у тому числі 38,2 % дітей у віці до 18 років та 12,0 % осіб у віці 65 років та старших.
Цивільне працевлаштоване населення становило 873 особи. Основні галузі зайнятості: освіта, охорона здоров'я та соціальна допомога — 26,7 %, мистецтво, розваги та відпочинок — 14,7 %, роздрібна торгівля — 13,2 %.